# Svenne (namn)
För andra betydelser, se Svenne.
Svenne är även ett mansnamn med ca 120 bärare, varav hälften har namnet som tilltalsnamn. Det är en smeknamnsform av namnet Sven.